# As-Easy-As
 (octobre 2018).
Si vous disposez d'ouvrages ou d'articles de référence ou si vous connaissez des sites web de qualité traitant du thème abordé ici, merci de compléter l'article en donnant les références utiles à sa vérifiabilité et en les liant à la section « Notes et références ».
As-Easy-As était un tableur distribué en shareware 32 bits développé par Trius au milieu des années 1980. Des versions pour MS-DOS puis pour Microsoft Windows ont été proposées. Son nom est un jeu de mots avec la phrase as easy as 1-2-3 (« aussi simple qu'1, 2, 3 »), une allusion au tableur pour MS-DOS dominante de cette époque, Lotus 1-2-3.

## Histoire
As-Easy-As est historiquement l'un des programmes de shareware les plus anciens et les plus utiles à avoir fait concurrence aux logiciels commerciaux sur la base de leurs prix et de leurs fonctionnalités. Pour les petites entreprises et les utilisateurs personnels, le prix de Lotus 1-2-3 était prohibitif, et As-Easy-As offrait une fonctionnalité de base de feuille de calcul pour environ un dixième du prix. Les versions ultérieures du logiciel sont devenues aussi puissantes que toute feuille de calcul MS-DOS. Comme Quattro Pro, As-Easy-As combine certains éléments de l'interface utilisateur 1-2-3 tout en les modernisant, par exemple en introduisant l'utilisation de menus déroulants.
Les formules de cellules ressemblent beaucoup à celles de Lotus 1-2-3, notamment le schéma d’adressage par chiffres (A1, B2, etc.) et la syntaxe de la fonction @ (par exemple, @SUM(A1..A10) à l’aide du caractère "..". La syntaxe du séparateur de plage ressemble également à celle de Lotus 1-2-3.
Le produit comprenait un manuel électronique détaillé décrivant les fonctions du tableur et certaines opérations MS-DOS de base.
Des versions mises à jour d'As-Easy-As ont été mises à disposition de ses utilisateurs à intervalles fréquents. Étant donné que ces nouvelles versions incluaient souvent de nouvelles fonctionnalités intéressantes, les utilisateurs ont été incités à soutenir le développement continu du programme en se procurant la dernière version. Il a été possible à un utilisateur de créer rapidement des graphiques « xy » de données, alors que les principaux tableurs commerciaux de l’ère MS-DOS (Lotus 1-2-3 et Quattro) produisaient par défaut des graphiques plus orientés métier. De nombreuses fonctions de calcul ont séduit les marchés de la science et de l'ingénierie, notamment l'amélioration des capacités d'analyse de régression et des opérations matricielles.

## Fin de développement
À compter du 3 novembre 2004, Trius a cessé la dernière version de As-Easy-As pour DOS, et la dernière version pour Windows est sortie le 10 janvier 2006. Des copies des deux programmes ont par la suite été mises à disposition pour le téléchargement sous des licences entièrement gratuites.